# Julia Krass
Julia Krass (ur. 7 czerwca 1997 w Danbury) – amerykańska narciarka dowolna, specjalizująca się w slopestylu oraz big airze, która starty w Pucharze Świata rozpoczęła w 2013 r. Występowała także w zawodach Pucharu Północnoamerykańskiego. Była ona uczestniczką Zimowych Igrzysk Olimpijskich w Soczi, w 2014 r. W 2019 roku, na mistrzostwach świata w Park City zdobyła srebrny medal w big airze, ulegając jedynie Francuzce Tess Ledeux.

## Osiągnięcia

### Igrzyska olimpijskie
| Miejsce | Dzień     | Rok  | Miejscowość | Konkurencja | Wynik     | Zwyciężczyni | Źródło |
| ------- | --------- | ---- | ----------- | ----------- | --------- | ------------ | ------ |
| 11.     | 11 lutego | 2014 | Roza Chutor | slopestyle  | 42.40 pkt | Dara Howell  | [ 1 ]  |

### Mistrzostwa świata
| Miejsce | Dzień    | Rok  | Miejscowość | Konkurencja | Zwyciężczyni |
| ------- | -------- | ---- | ----------- | ----------- | ------------ |
| 2.      | 2 lutego | 2019 | Park City   | Big air     | Tess Ledeux  |

### Puchar Świata

#### Pozycje w klasyfikacji generalnej
| Sezon     | Miejsce | Punkty |
| --------- | ------- | ------ |
| 2012/2013 | -       | 0      |
| 2013/2014 | 189     | 3      |
| 2014/2015 | -       | 0      |
| 2015/2016 | 138     | 3,20   |
| 2016/2017 | 112     | 9,80   |
| 2017/2018 | 78      | 18,29  |
| 2018/2019 | 36      | 31,00  |

#### Miejsca na podium w zawodach
1. Seiser Alm – 27 stycznia 2019 (slopestyle) – 3. miejsce